# Javaanse maraboe
De Javaanse maraboe (Leptoptilos javanicus) is een vogel uit de familie der ooievaars. Het is een wijdverspreide soort die voorkomt in India en Zuidoost-Azië.

## Kenmerken
Deze grote ooievaar bereikt een lengte van 122 tot 129 cm. Het verenkleed is grijs-zwart aan de boven- en wit aan de onderkant. Net zoals de andere soorten in het geslacht Leptoptilos heeft de Javaanse maraboe een kale nek en kop en een lange, dikke snavel. De soort lijkt op de Indische maraboe, maar die laatste is groter, heeft grijze dekveren en een massievere snavel.

## Verspreiding
De Javaanse maraboe komt voor in een groot gebied in Zuid en Zuidoost-Azië. Toch zijn er nog maar enkele gebieden waar de soort veelvuldig voorkomt. Deze liggen in India (Assam), Indonesië (Sumatra) en Cambodja. De totale populatie wordt geschat op 6.500 tot 8.000 volwassen exemplaren.

## Gedrag
De habitat van de Javaanse maraboe bestaat uit drasland in het binnenland en mangrovebossen en moerassen aan de kust. Daar voedt hij zich in de eerste plaats met vissen, zoals de slijkspringer, maar ook andere kleine dieren staan op zijn menu. Hij foerageert door langzaam door de modder te lopen en herhaaldelijk met zijn snavel diep in de modder te pikken.
Deze maraboe nestelt in kleine kolonies bovenin hoge bomen (12 tot 30 m) in de directe omgeving van water. Het vrouwtje legt twee tot vier eieren, die door beide vogels in ongeveer 30 dagen uitgebroed worden.

## Afbeeldingen

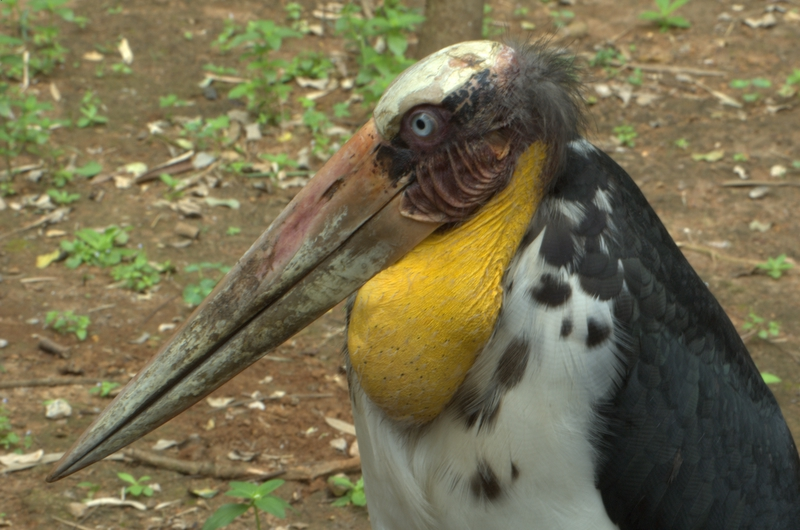